# Chaudefontaine (Doubs)
Chaudefontaine foi uma comuna francesa na região administrativa de Borgonha-Franco-Condado, no departamento de Doubs. Estendia-se por uma área de 6,33 km². Em 2010 a comuna tinha 218 habitantes (densidade: 34,4 hab./km²).
Em 1 de janeiro de 2018, passou a fazer parte da nova comuna de Marchaux-Chaudefontaine.